# Абрамово (Гатчинский район)
Абра́мово — упразднённая деревня на территории Гатчинского муниципального округа Ленинградской области, была сожжена немецкими войсками во время Великой Отечественной войны.

## История
Согласно военно-топографической карте Петроградской и Новгородской губерний издания 1915 года деревня называлась Пустошь Абрамово.
По административным данным 1933 года хутор Абрамово входил в состав Тарасинского сельсовета Оредежского района.

План деревни Абрамово. 1937 год

Согласно топографической карте 1937 года деревня насчитывала 28 крестьянских дворов, в деревне была своя школа.
31 декабря 1970 года решением исполкома Ленинградского областного Совета депутатов трудящихся № 604 деревня Абрамово была снята с учёта как населённый пункт из которого фактически выбыло всё население.

## География
Деревня располагалась на левом берегу реки Оредеж.
Ближайший населённый пункт — посёлок Дальний.
Ближайшая железнодорожная станция — Новинка.
Сейчас на месте деревни находится урочище Абрамово.